# Stupná (Vidochov)
Stupná je vesnice, část obce Vidochov v okrese Jičín. Nachází se asi 2 km na jihovýchod od Vidochova. V roce 2009 zde bylo evidováno 95 adres. V roce 2001 zde trvale žilo 47 obyvatel.
Stupná je také název katastrálního území o rozloze 5,83 km2.

## Historie
První písemná zmínka o obci pochází z roku 1260.

## Pamětihodnosti
- Kostel svaté Maří Magdalény

## Galerie

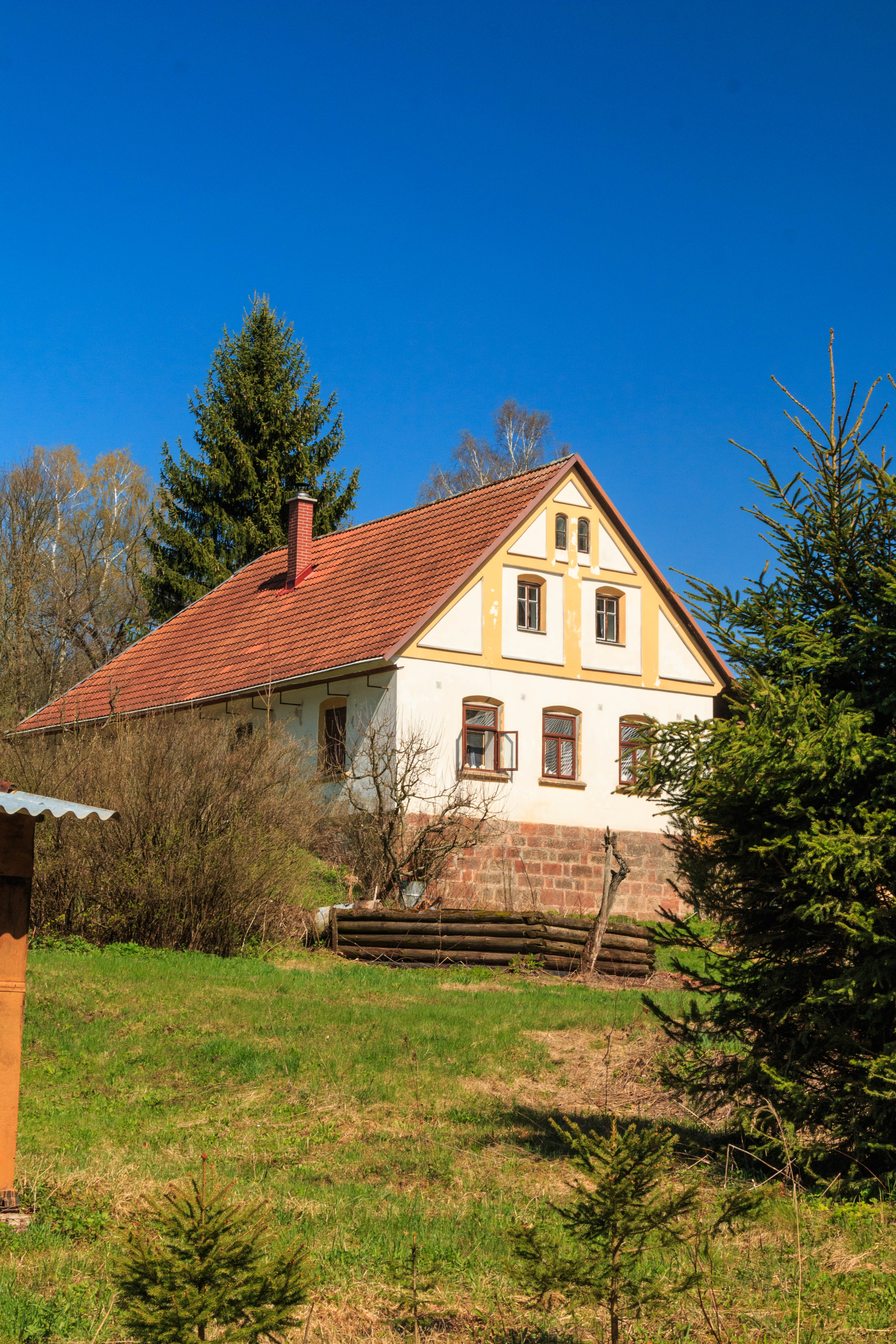
Stupná u Vidochova – dům č. 18
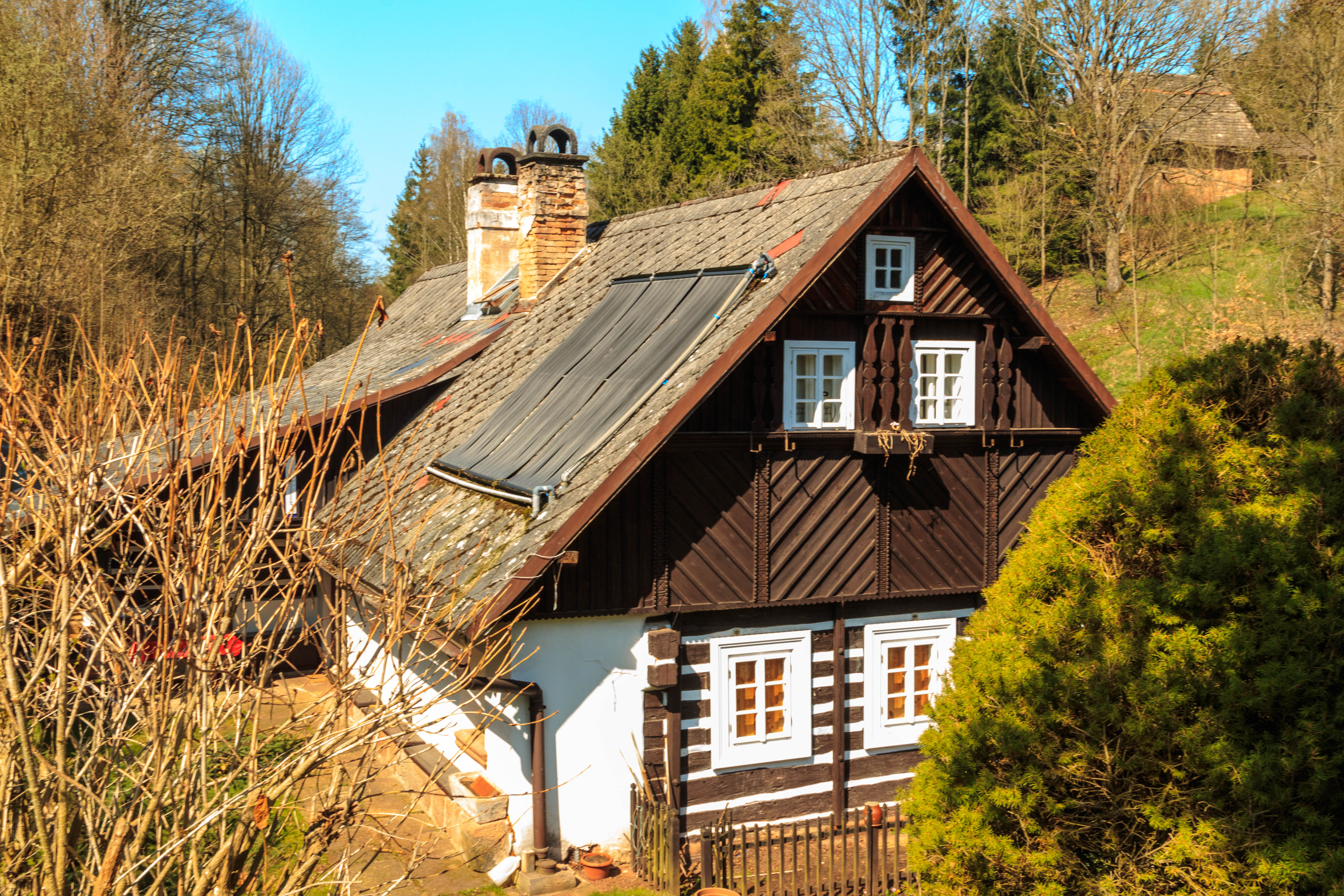
Stupná u Vidochova – dům čp. 21
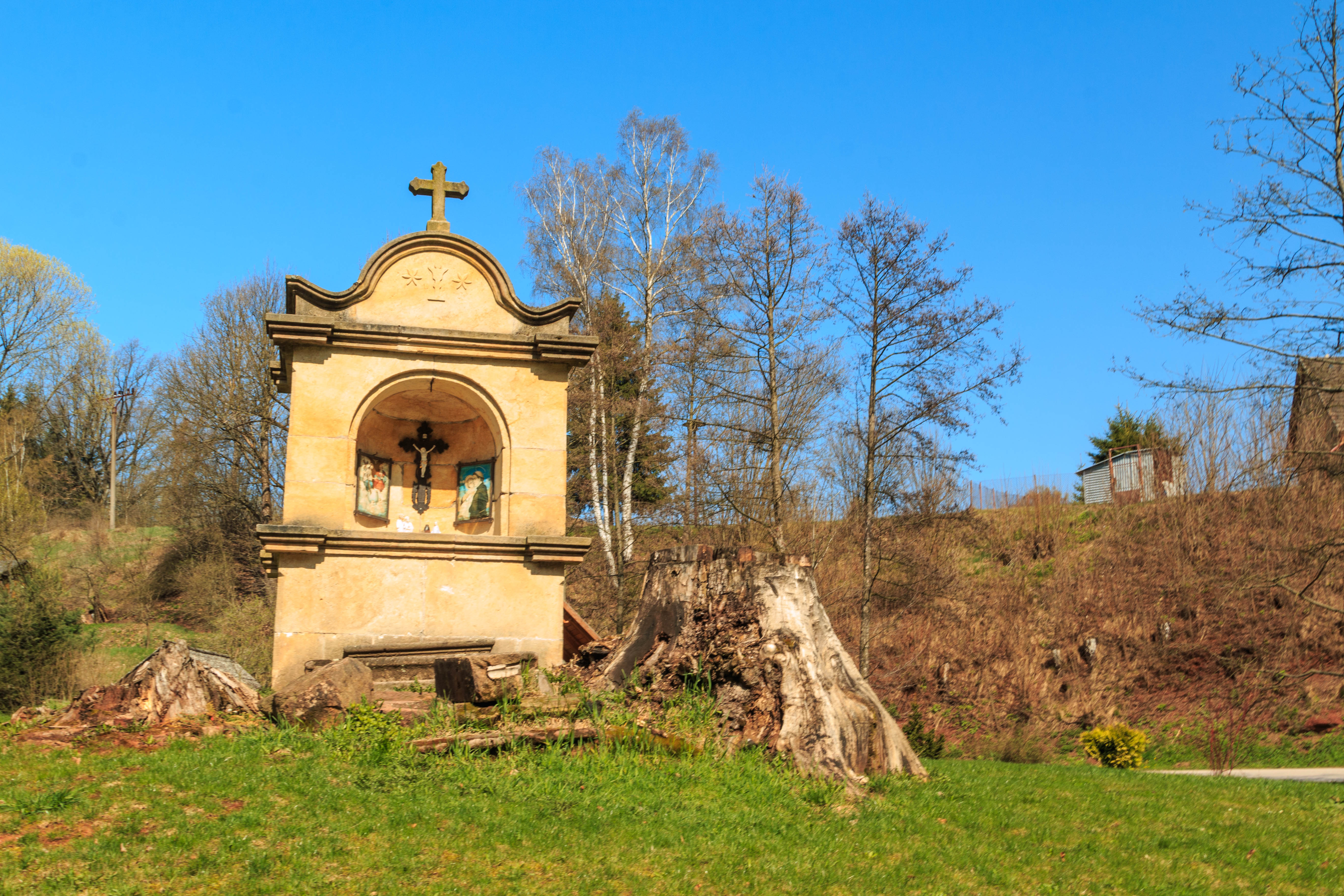
Stupná u Vidochova – výklenková kaple
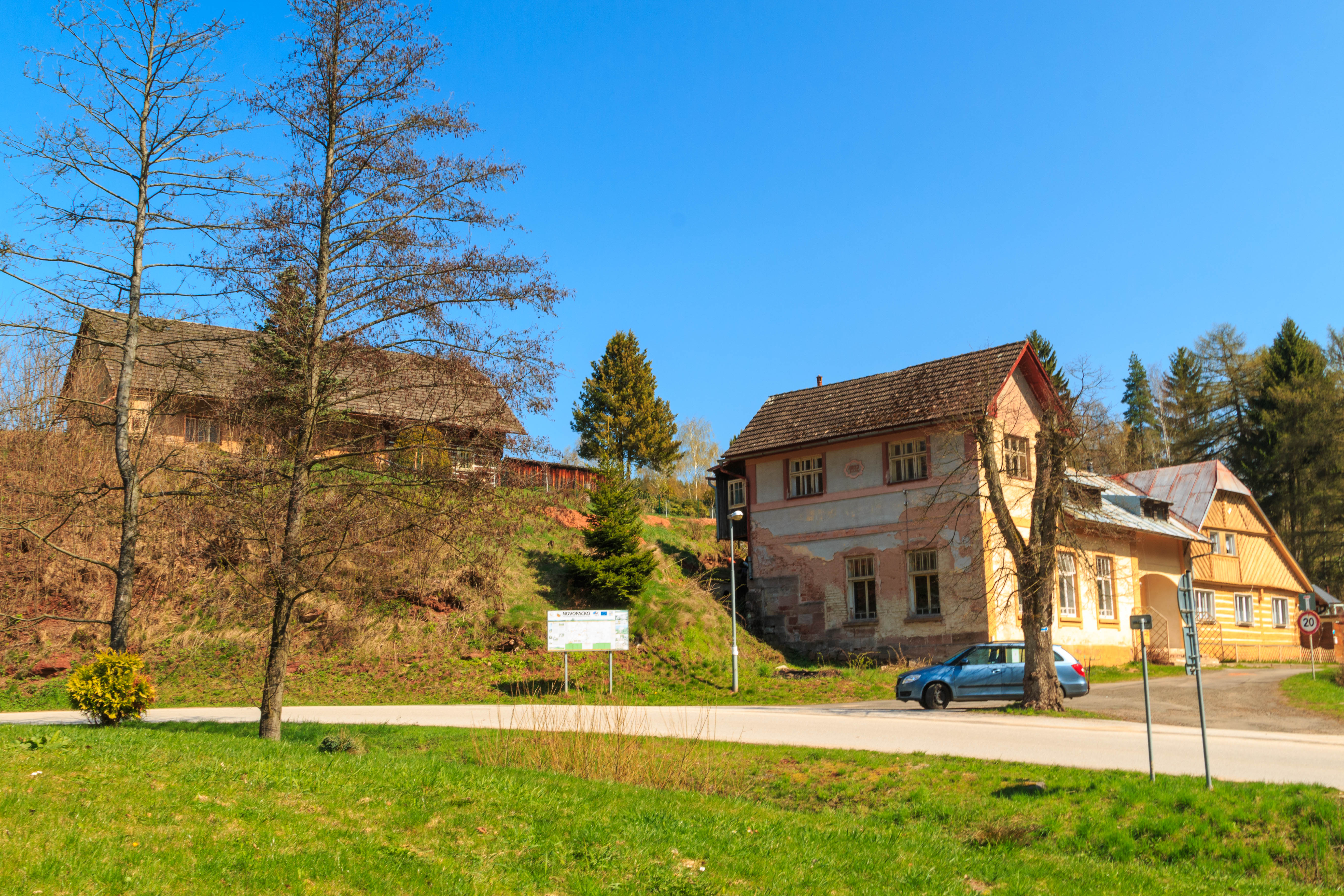
Stupná u Vidochova – dům čp. 35